# Lucina keenae
Lucina keenae är en musselart som beskrevs av Chavan 1971. Lucina keenae ingår i släktet Lucina och familjen Lucinidae. Inga underarter finns listade i Catalogue of Life.